# 安東尼·阿爾巴尼斯
安東尼·諾曼·阿爾巴尼斯（英語：Anthony Norman Albanese，1963年3月2日—），昵称Albo，澳大利亚工黨籍政治家，现任澳大利亚总理（第31任）及澳大利亚工党领袖。阿尔巴尼斯出生于新南威尔士州悉尼，毕业于悉尼大学经济学专业，1996年当选为澳大利亚国会议员。曾担任澳大利亚副总理、工党副领袖、联邦交通与基础设施部长、议会反对党领袖等职务。

## 生平

### 早年
1963年3月2日，阿尔巴尼斯出生於澳大利亚悉尼達令赫斯特。他具备着双重血统，因为他的母亲Maryanne Ellery是爱尔兰裔，父亲Carlo Albanese则是一个意大利人，他的姓氏Albanese来自于意大利东南部地区的阿尔巴尼亚居民中，意为“阿尔巴尼亚人”。在阿尔巴尼斯出生的前一年，1962年3月，他的母親Maryanne在從悉尼赴英国南安普頓的“TSS Fairsky”号郵輪上邂逅了在船上任職侍应的父親，两人如电影《泰坦尼克号》的剧情一般在船上一见钟情。Maryanne到站下船後，兩人未再聯繫。此后不久，Maryanne怀孕并于次年生下阿尔巴尼斯，因而阿尔巴内斯出生后便没有见过父亲。14岁前，对于父亲的下落，母亲一直谎称其死于车祸。后来，直到2009年，阿尔巴尼斯才在多方帮助下與在意大利的父親取得聯係，而此时他的母亲早已（于2002年）去世，他的父亲Carlo在父子相认后于2014年1月去世。阿尔巴内斯的外祖父George Ellery在其出生地Darlinghurst经营打印生意，他也在为阿尔巴内斯所属的工党提供打印服务。
阿尔巴尼斯幼年在貧困的環境中長大，他一直由单身的母親獨自撫養，并和外祖父母一起生活在悉尼城区西部的坎伯當，在那里他们居住在专门为贫困人口修建的集体公寓中。1970年，阿尔巴尼斯的外祖父去世，第二年，他的母亲再嫁给了一个叫James Williamson的人，但由于此人酗酒成性，母亲的这段续弦婚姻仅仅维持了10周。在此期间，母亲在业余时间做清洁工，并罹患上了慢性类风湿性关节炎，所以整个家庭的生活只能仰仗母亲的残疾人补贴和外祖母的老年补贴，这段逆境经历在阿尔巴尼斯当选澳洲总理的胜选演讲中有所提及。

### 踏足政壇
阿尔巴尼斯曾于悉尼天主教教會學校就读，中學畢業後，他進入澳洲聯邦銀行工作了兩年，然后进入悉尼大學学习经济学。在校期間，他開始接觸左派政治，并入選了學生代表理事會，在这里，他开始崭露从政的潜质，并领导了一个左派小团体。大学畢業後，阿尔巴尼斯擔任了新南威尔士州政府高级官员Tom Uren的幕僚。1989年，澳洲工黨在新南威爾士州黨部助理秘书长出缺，接任人选一时难以产生，在党内极左派势力的支持下，阿尔巴尼斯成功继任了该职务。1995年，阿尔巴尼斯成为時任工党籍的新南威尔士州長鲍勃·卡尔的高級幕僚。
1996年，澳大利亚议会举行选举，由于地处悉尼西部的Grayndler选区的聯邦議員不打算连任，阿尔巴尼斯参加了这一职缺的角逐，并赢得了初选。由于该选区内的航空器噪声问题十分严重，而地处其中的悉尼机场又开辟了第三条飞机跑道，因而激起了更大的民怨，民间甚至成立了名为“不要航空器噪声”的政党（No Aircraft Noise party），且该党在新州地方选举中已经打出了相当的声势，因而当时的政治观察人士预测此“不要噪声”党会在联邦大选中取得该区席位。但选举结果揭晓后，该政党只得到排名第三的选票数量，而排名首位的阿尔巴尼斯则是以16%的大幅优势成功当选，其出师之战便成绩不俗。

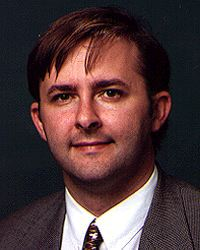
刚刚成为澳洲国会议员的阿尔巴尼斯，1996年。

在进入议会的首次演讲中，阿尔巴尼斯论述了在悉尼机场建造第三条跑道、飞机噪音和建造第二个机场为悉尼服务的必要性，以及他对资助一般公共基础设施、多元文化主义、原住民头衔、社会工资和儿童保育等事务的支持。他在演讲最后说：“就我自己而言，如果我能被铭记为一个为我的选民、工人阶级、工人运动和国家的进步而挺身而出的人，我将带着满意的心情进入下个世纪。”
在议会的第一年履职中，他实践了自己的政见，支持了北领地的安乐死立法、原住民社区在欣德马什岛桥梁争议中的权利以及同性伴侣享有退休金的权利，而且性少数群体的权益也成为了他特别致力的事业。1998年，他未能成功推动一项私人成员的法案，该法案期望赋予同性伴侣与异性伴侣相同的退休金权利。在接下来的九年里，他又尝试了三次，但都没有成功，直到2007年，工党的陆克文政府上台后，这项法案才通过。随后，阿尔巴尼斯将注意力转向了支持同性婚姻的运动。
1998年，阿尔巴尼斯被任命为议会秘书，这个职位协助部长和影子部长，通常被视为成为正式部长职位的垫脚石。2001年，他被提拔进入工党的影子内阁，负责老龄化和老年人事务。2002年，出任影子就业服务和培训事务部长，并在2004年任影子环境和遗产事务部长。正是在影子环境部长任上，当时的总理约翰·霍华德和科学部长布伦丹·纳尔逊提出了在澳洲建设核电的想法。阿尔巴尼斯对此强烈反对，也不支持工党内部支持此举的人士，他认为核能在经济、环境或社会方面都没有价值。经过50多年的辩论，澳洲目前仍然没有解决核扩散及核废料问题的办法。

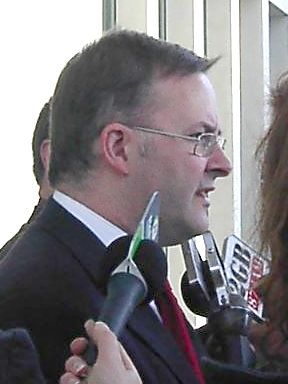
2005年的阿尔巴尼斯

2005年，阿尔巴尼斯出任影子水务部长，并被任命为议会反对党的业务副经理。2006年12月，陆克文成为工党领袖，阿尔巴尼斯接替朱莉娅·吉拉德担任了议会的反对派事务经理，这在议会中是一个高级的战略职务。同时，他被任命为影子水务和基础设施事务部长。

### 晉身內閣
2007年12月，工党在大选中获胜，阿尔巴尼斯获得重用，被任命为陆克文内阁中的联邦基础设施和运输部长、区域发展和地方政府部长以及下议院领袖。由于工党此前批评前任政府无视长期国家建设而支持短期政治支出，阿尔巴尼斯作为基础设施和交通部长的上任举措之一便是建立一个独立的法定机构——澳大利亚基础设施集团（Infrastructure Australia），就基础设施的首要任务向政府提供建议。凭借这个独立机构的建议以及自身在内阁中的说服技巧，他成功将道路预算增加一倍，并将铁路投资增加了十倍。基础设施集团的建立被普遍认为是成功的，通过该集团成功交付的项目包括墨尔本的区域铁路、亨特高速公路、伊普斯威奇高速公路、黄金海岸轻轨系统G:link、雷德克利夫半岛铁路线、诺伦加中心铁路线延伸至南澳大利亚西福德项目、新南威尔士州太平洋高速公路以及昆士兰布鲁斯高速公路沿线的各种项目。
2010年6月，朱莉娅·吉拉德取代陆克文成为总理后，阿尔巴尼斯的职位被继续保留。通过其众议院领袖的角色，在谈判获得的支持方面发挥了关键作用。
2011年，阿尔巴尼斯推出了两项重大政策改革。第一个关于城市规划的项目借鉴了丹麦设计师Jan Gehl的工作，并制定了具有更好交通连接和安全性的城市设计计划。第二个，在航运方面，他的改革获得了保守的澳大利亚船东协会和激进的澳大利亚海事联盟的批准。然而，当来自北昆士兰的卡车车队被称为“不信任车队”时，他也引起了争议，他们来到堪培拉议会大厦抗议燃料成本和碳定价上涨。在提问时间，阿尔巴尼斯将外面的抗议者称为“无关紧要的车队”，这引起了抗议支持者的愤怒，支持卡车司机的公开集会不久后便在阿尔巴尼斯的选区办公室外铺陈开来。
在一系列糟糕的民意调查之后，领导层的不稳定再次降临工党政府。前总理陆克文于2012年2月辞去外交部长职务，并且未能成功挑战总理朱莉娅·吉拉德的领导权。投票前不久，阿尔巴尼斯站出来支持陆克文，表示他一直对陆克文被免职的方式感到不满。他含泪提到了向吉拉德提出辞去众议院领袖但遭拒绝的经过，并呼吁工党停止领导分裂并统一。在回答有关他对领导层动荡的个人感受时，他说：“我喜欢与保守势力作斗争。这就是我所做的。”
2013年6月，陆克文再度向吉拉德发起挑战并成功，夺回总理宝座，阿尔巴尼斯也在工黨黨團表決中當選為工党副领袖，並在次日獲任命為第二次陆克文内阁中的副總理，成为陆克文的副手及联邦政府的副领导人。

### 在野生涯及获任党魁
2013年9月，工党在联邦大选中失利，陆克文辞去党魁，随后阿尔巴尼斯宣布参选党魁职务，但最终敗予比尔·肖滕。在自由黨的新政府宣誓就职后，其副总理和众议院领袖任期也宣告结束，轉入工党的影子內閣擔任影子基礎設施、交通及旅遊部長，次年又获任为影子城市事务部长。

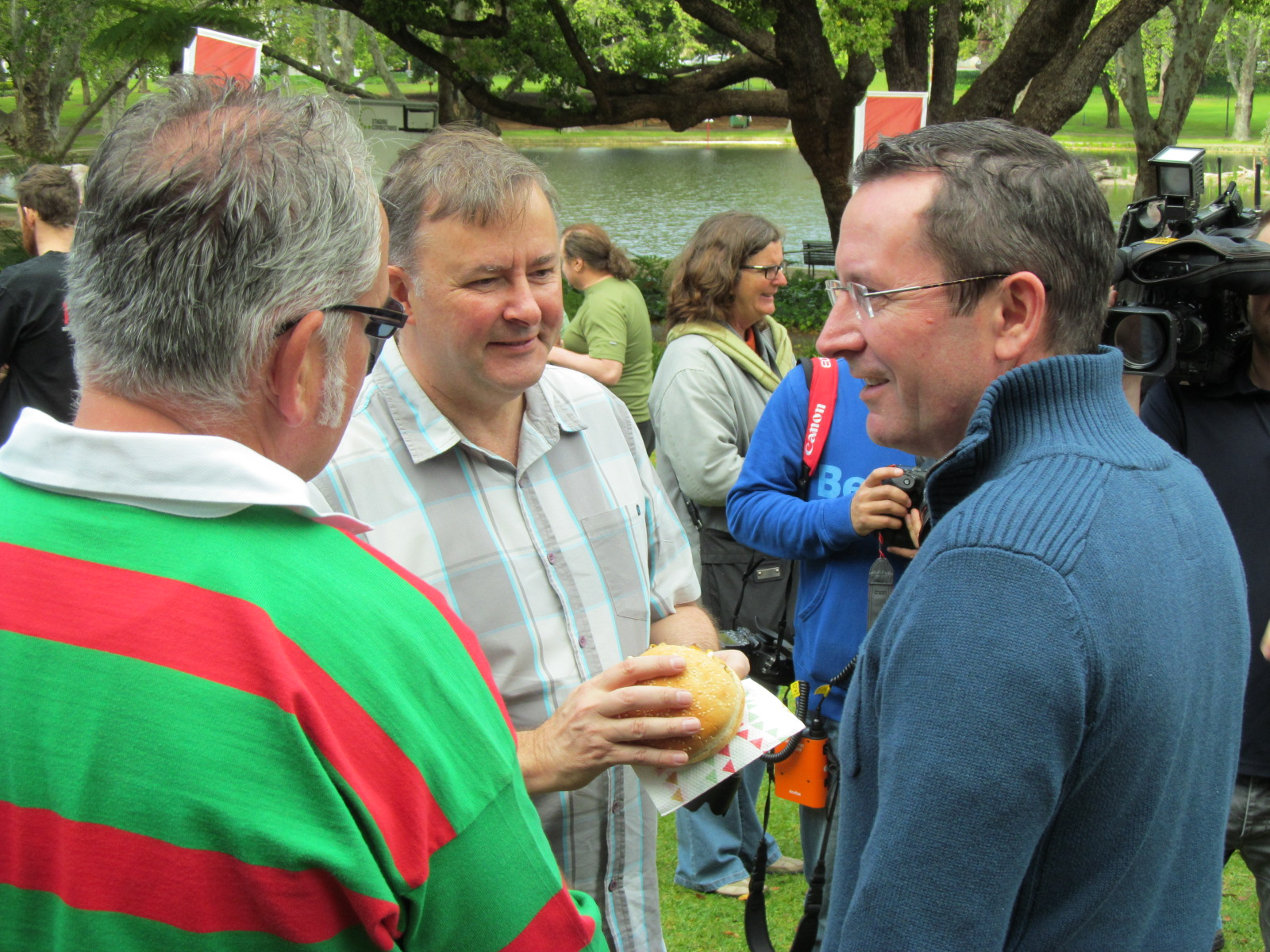
阿尔巴尼斯在珀斯，2013年。

2019年5月，工黨在聯邦大選中失利，肖滕辭去黨魁，隨後觸發黨魁選舉，阿尔巴尼斯于5月27日順利當選为新一任澳洲工黨領袖，并相应成为议会的反对党领袖。

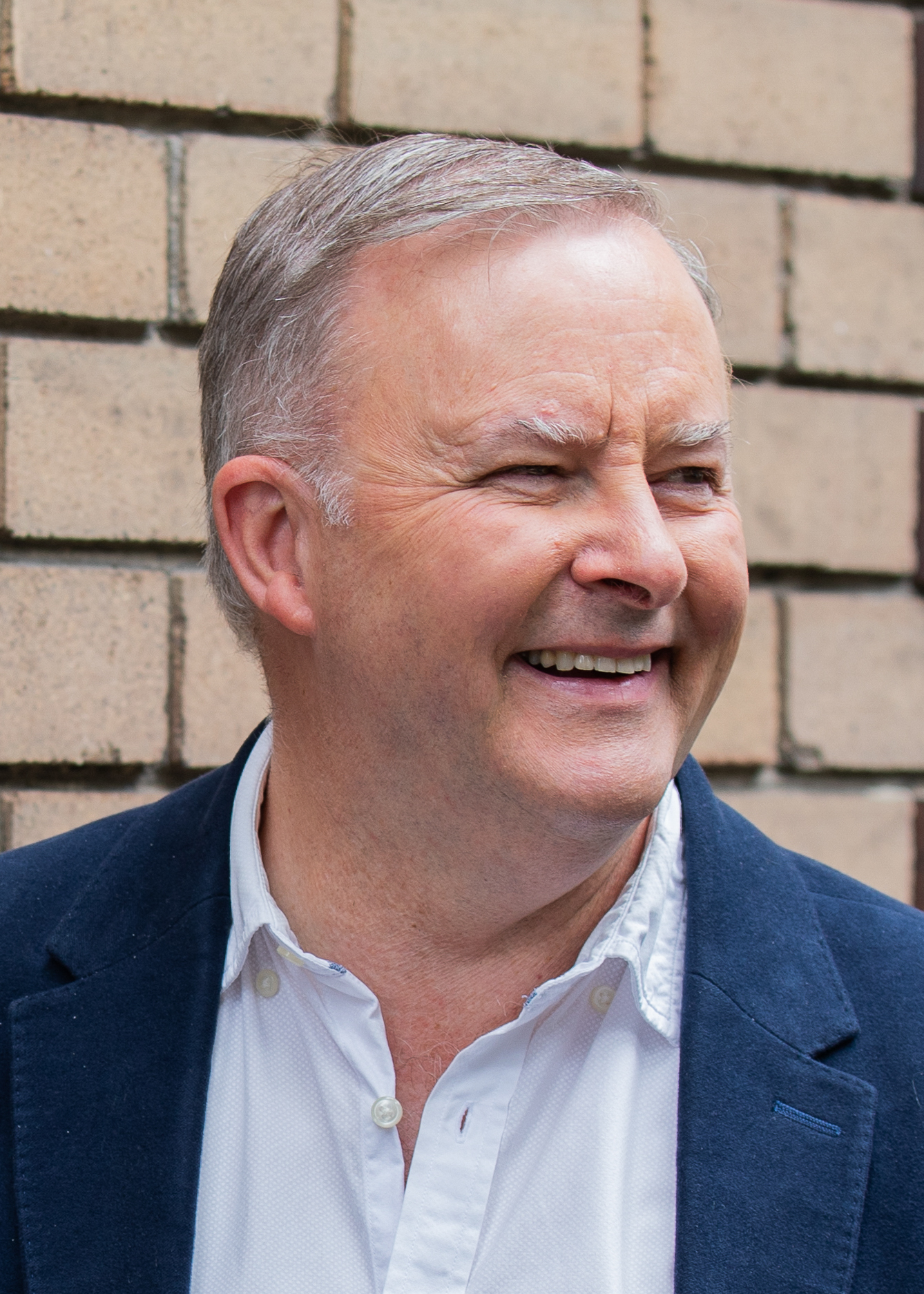
2020年的阿尔巴尼斯，时任反对党领袖。

### 总理任期

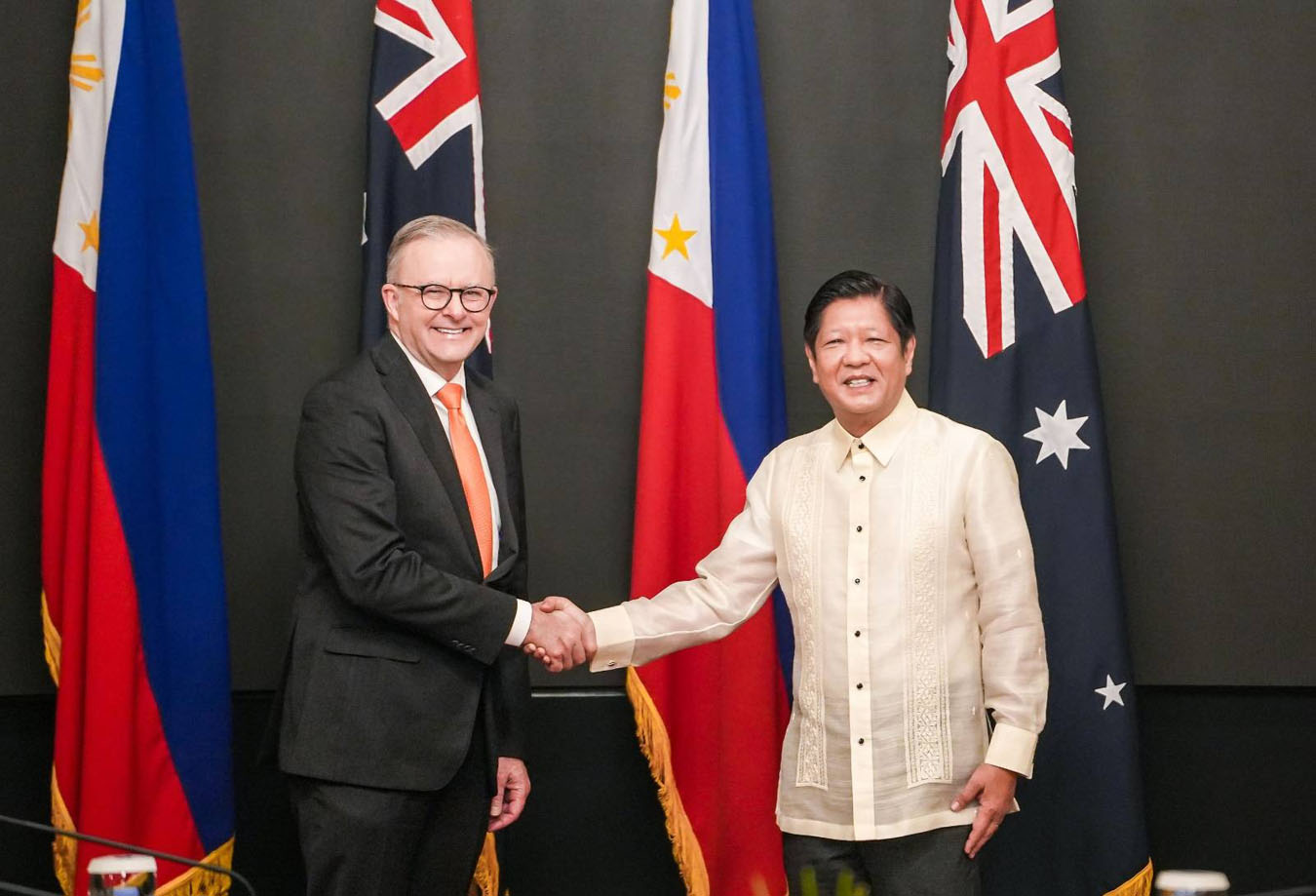
阿尔巴尼斯会见菲律宾总统马科斯，2023年9月。

2022年5月，阿尔巴尼斯领导澳大利亚工党在联邦大选中取得多数席位，以较大优势战胜对手自由党-国家党联盟领袖、时任总理斯科特·莫里森，成为第31任澳大利亚总理，结束了工党长达9年的在野生涯。5月23日，阿尔巴尼斯正式宣誓就任为澳大利亚总理。
2025年5月，阿尔巴尼斯领导澳大利亚工党在联邦大选中击败其对手自由党党魁彼得·达顿，连任澳大利亚总理。

## 個人生活
阿尔巴尼斯的前妻是Carmel Tebbutt，其曾担任新南威尔士州议员和副州长，育有一子Nathan，两人于2000年结婚，2019年离婚。当前，阿尔巴尼斯与女友Jodie Haydon交往，两人于2020年在墨尔本相识，2021年发展为伴侣关系。
2024年2月15日，Jodie Haydon接受阿爾巴尼斯的求婚。